# (4268) Grebenikov
(4268) Grebenikov (1972 TW3) – planetoida z pasa głównego asteroid okrążająca Słońce w ciągu 4,29 lat w średniej odległości 2,64 j.a. Odkryta 5 października 1972 roku.